# Mathieu Rebeaud
Mathieu Rebeaud zwany popularnie Matem albo R'Matem (ur. 29 lipca 1982 w Payerne, Szwajcaria) – szwajcarski zawodnik freestyle motocrossu. Z wykształcenia – mechanik. 
Mat zaczął swoją przygodę z motocyklem, już jako 4 letnie dziecko (dziadek i ojciec startowali w motocrossie i „zarazili” swoją pasją małego Mathieu). Nigdy nie musiał dokonywać przełomowego wyboru, co chce robić w dorosłym życiu. Od początku wiedział, że będzie to coś związanego z motocyklami. W jego pokoju zawsze wisiały jakieś plakaty sław motocrossu np. Jeremy'ego McGrath'a – jednego z jego idoli. Sponsorowany jest przez firmę produkującą napój energetyczny Red Bull.
W 1992 (MX Payerne) zaczął startować w motocrossie, zaś w 2000 roku przeszedł na zawodowstwo we freestyle motocrossie. Przełomem w jego karierze był rok 2004.
Do roku 2006 jeździł na hondzie, jednak od sezonu 2006 przesiadł się na KTM'a.
- Zwycięzca freestyle.ch w Zurychu
- W roku 2005 był IV w rundzie Dew Actions Sports Tour, w San Jose, Kolorado
- V miejsce w Mobile World Championship 2005 w Pomony w Kalifornii
- W roku 2005, trzeci w Red Bull X-fighters w Madrycie
- Jest mistrzem świata serii słynnych zawodów „Night of the Jumps” roku 2005 i 2006
- Zwycięzca Red Bull X-fighters 2006, w Meksyku. Wygrał z żywą legendą motocrossu – samym Travisem Pastraną!
- Największym sukcesem było zdobycie srebrnego medalu na Winter X Games w Aspen, 2006
- Rekordzista w skokach przez poprzeczkę. Osiągnął wynik 11 metrów (czwarte piętro), a kto wie, czy nie skoczyłby wyżej. Tego jednak nie można było już sprawdzić, ponieważ nie dało się unieść wyżej poprzeczki.
- Nikt nie miał tak wielu Backflipów-Combo w programie, co on.
- Jako jedyny skoczył Backflipa Heelcklickera

Numer jeden światowego rankingu IFMXF roku 2006-2007. Jednak w 2007 powoli zaczął się wycofywać z zawodów Night of the Jumps IFMXF, ustępując miejsca Ailo Gaupowi i Remiemu Bizouardowi. Sam skupil się na X Games i Red Bull X-Fighters, mieszkając połowę roku w CA.
Sponsorują go między innymi Scott, Red Bull oraz Swatch. Lubi słuchać Guano Apes i Pleymo. Jeździ na snowboardzie, grywa w golfa. Pojawia się także w filmach o motocrossie Pastrany & Godfreya – Nitro Circus III i IV.
Cztery razy odwiedził już Polskę. Raz w sierpniu 2006 – nocne skoki w Warszawie, pod PKiN, a raz w listopadzie (też 2006) – "Diverse Night of the Jumps" w Katowicach (pierwsze takie zawody w kraju). Z powodu kontuzji w obu konkursach  nie brał udziału. Jednak na początku lipca uczestniczył w Red Bull FMX Seaside Tour odwiedzając miasta na polskim wybrzeżu. Tym razem jednak skakał. Jego ostatnia wizyta w Polsce wiązała się z wielkim przedsięwzięciem na nieistniejącym już Stadionie X-lecia, gdzie wziął udział w Red Bull X-Fighters Super Session. Mat otrzymał nagrodę zwycięzcy serii Red Bull X-Fighters roku 2008.